# Балиці (Куявсько-Поморське воєводство)
Балиці (пол. Balice) — село в Польщі, у гміні Яніково Іновроцлавського повіту Куявсько-Поморського воєводства.
Населення — 124 особи (2011).
У 1975-1998 роках село належало до Бидгощського воєводства.

## Демографія
Демографічна структура станом на 31 березня 2011 року:
|          | Загалом | Допрацездатний вік | Працездатний вік | Постпрацездатний вік |
| -------- | ------- | ------------------ | ---------------- | -------------------- |
| Чоловіки | 63      | 18                 | 40               | 5                    |
| Жінки    | 61      | 17                 | 34               | 10                   |
| Разом    | 124     | 35                 | 74               | 15                   |